# Mimostrangalia gressitti
Mimostrangalia gressitti là một loài bọ cánh cứng trong họ Cerambycidae.